# 北海道道983号米原田浦線
北海道道983号米原田浦線（ほっかいどうどう983ごう よねはらたうらせん）は、北海道勇払郡むかわ町内を結ぶ一般道道（北海道道）である。

## 概要

### 路線データ
- 起点：北海道勇払郡むかわ町米原（北海道道74号穂別鵡川線交点）
- 終点：北海道勇払郡むかわ町田浦（北海道道10号千歳鵡川線・北海道道1046号鵡川厚真線交点）
- 路線延長：8.3 km（総延長）

## 歴史
- 1980年（昭和55年）3月31日 路線認定[1]。

## 地理

### 通過する自治体
- 胆振総合振興局
  - 勇払郡むかわ町

### 交差する道路
むかわ町
- 北海道道74号穂別鵡川線 - 米原（起点）
- 北海道道10号千歳鵡川線 - 田浦（終点）
- 北海道道1046号鵡川厚真線 - 田浦（終点）